# Тесс
«Тесс» (англ. Tess) — французько-британський фільм режисера Романа Полянські, знятий у 1979 році за класичним романом Томаса Гарді «Тесс із роду д'Ербервіллів» (1891). На момент кінопрем'єри це був найбільш багатобюджетний проєкт французького кінематографа. Роль головної героїні виконала 17-річна Настасія Кінскі.

## В ролях
- Настасія Кінскі — Тесс Дарбіфільд
- Лі Лоусон — Алек д'Ербервілль
- Пітер Ферт — Енджел Клер
- Джон Коллін — Джон Дарбіфільд